# District de Ba Vi
Le District de Ba Vi  (vietnamien : Ba Vì) est un district (Huyện) de Hanoï au  Viêt Nam.

## Points d'intérêt
- parc national de Ba Vi (vi)
- Université nationale du Viêt Nam de Hanoï
- Porte du Maroc